# Oecanthus pictipes
Oecanthus pictipes är en insektsart som beskrevs av Rehn, J.A.G. 1917. Oecanthus pictipes ingår i släktet Oecanthus och familjen syrsor. Inga underarter finns listade i Catalogue of Life.